# Harry Binswanger
Harry Binswanger (Richmond, Virginia; 1944) es un filósofo y profesor estadounidense. Es objetivista y miembro de la junta del Instituto Ayn Rand. Fue asociado de Ayn Rand, trabajó con ella en The Ayn Rand Lexicon y la ayudó a editar la segunda edición de Introducción a la epistemología objetivista. Es autor de How We Know: Epistemology on an Objectivist Foundation (2014).

## Biografía
Nació y creció en Richmond, Virginia. Es heredero de la Binswanger Glass Company, fundada en 1872 por Samuel Binswanger.
En 1965 recibió su BS en Humanidades e Ingeniería del Instituto Tecnológico de Massachusetts, donde era hermano de la fraternidad Zeta Beta Tau. En 1973, obtuvo su doctorado en Filosofía en la Universidad de Columbia. Su disertación fue en la filosofía de la biología y presentó una teoría de la direccionalidad hacia un objetivo de la acción viva. Fue publicado en 1990 como The Biological Basis of Teleological Concepts. Desde entonces, ha enseñado filosofía en varias universidades, incluida la Universidad de la Ciudad de Nueva York, The New School y la Universidad de Texas en Austin.
Fue amigo de Ayn Rand en los últimos años de su vida y ha escrito su obra filosófica posterior en la tradición de la filosofía objetivista de Rand. Desde 1980 hasta 1987, publicó y editó una revista bimensual llamada The Objectivist Forum, que luego se publicó como una colección de tapa dura. Editó el nuevo material en la segunda edición del libro de Rand, Introducción a la epistemología objetivista, publicado en 1990 después de su muerte. También compiló The Ayn Rand Lexicon, una compilación de las opiniones de Rand sobre varios temas. Su libro, How We Know: Epistemology on an Objectivist Foundation, se publicó en 2014.
Binswanger está en la junta directiva del Instituto Ayn Rand y figura como académico en el Campus del Instituto Ayn Rand. También modera y publica en un grupo de discusión en línea de pago sobre objetivismo, llamado "The Harry Binswanger Letter", que opera desde 1998. Binswanger fue anteriormente colaborador de Forbes y actualmente es colaborador de RealClearMarkets. Sus apariciones en televisión han incluido Glenn Beck y Geraldo at Large. También aparece en Ayn Rand: A Sense of Life, el documental nominado al Premio de la Academia de Michael Paxton, y Ayn Rand & the Prophecy of Atlas Shrugged, un documental de 2011 de Chris Mortensen.

## Puntos de vista
Binswanger ha sido descrito como un objetivista "ortodoxo" que está comprometido con las ideas de su mentora Rand, a quien considera una "genia única en el milenio". Binswanger expresó su apoyo a Israel en Glenn Beck y negó el calentamiento global en su columna de Forbes del 3 de abril de 2013. Pide una "inmigración absolutamente abierta" en una publicación en su sitio web.
En 1986, Binswanger y John Ridpath participaron en un debate sobre Socialismo vs Capitalismo contra John Judis y Christopher Hitchens. En este debate defendió los méritos del capitalismo en comparación con el socialismo desde una perspectiva objetivista. Durante el debate, Binswanger afirmó que "el colonialismo es lo mejor que les ha pasado a las colonias" y "Vemos la colonialización de la India y el resto del mundo [...] como la extensión de la riqueza y la civilización a las regiones atrasadas".

## Obras

### Como autor
- Binswanger, Harry (1990). The Biological Basis of Teleological Concepts. Los Angeles: Ayn Rand Institute Press. ISBN 0-9625336-0-2.
- Binswanger, Harry (2005). «'Free Competition' at Gunpoint».  En Hull, Gary, ed. The Abolition of Antitrust. Transaction Publishers. ISBN 0-7658-0282-1.
- Binswanger, Harry (2011). «The Dollar and the Gun».  En Ralston, Richard E., ed. Why Businessmen Need Philosophy. Irvine, CA: Ayn Rand Institute Press. ISBN 978-0-9625336-2-4.
- Binswanger, Harry (2011). «Philosophy: The Ultimate CEO».  En Ralston, Richard E., ed. Why Businessmen Need Philosophy. Irvine, CA: Ayn Rand Institute Press. ISBN 978-0-9625336-2-4.
- Binswanger, Harry (2014). How We Know: Epistemology on an Objectivist Foundation. New York: TOF Publications. ISBN 978-0-9856406-1-3.

### Como editor
- The Objectivist Forum. Vols 1–8, 1980–1987. LCCN 83640866
- Rand, Ayn (1986). The Ayn Rand Lexicon: Objectivism from A to Z. New York: New American Library. ISBN 0-453-00528-4.
- Rand, Ayn (1990). Introduction to Objectivist Epistemology. Co-edited with Leonard Peikoff (2nd edición). New York: Meridian. ISBN 0-453-00724-4.